# Barnamordsplakatet
Barnamordsplakatet eller Gustav III:s barnamordsplakat, alternativt Gustav III:s barnamordsplakat, var en svensk lag som infördes under riksdagen 1778–1779. Den tillät ogifta mödrar att föda sitt barn anonymt. Barnmorskan förbjöds att efterfråga barnafaderns namn, vilket de tidigare varit skyldiga att göra. 

## Bakgrund
Under 1600- och 1700-talet var barnamord ett omdebatterat fenomen och har beskrivits som det största straffrättsliga och kriminalpolitiska problemet under 1700-talet. Det hävdades också i debatten att barnamorden ständigt ökade i antal men något bevis för detta finns inte.
En central förklaring till barnamorden var den sociala skam som omgärdade kvinnors sexuella förbindelser och barnfödslar utanför äktenskapet. Fram till 1653 var det dessutom dödsstraff på utomäktenskapliga sexuella förbindelser.
I en barnamordslag utfärdad av Karl X Gustav år 1655, som skärptes ytterligare 1864, slogs det fast att ogifta kvinnor kunde dömas till dödsstraff för barnamord enbart på blotta misstanken om att ha dödat sitt barn. Detta fick till effekt att en mycket stor andel av alla dödsdomar som utfärdades i Sverige var på grund av barnamord. Under perioden 1759–1778 stod detta brott för 35 procent av alla dödsdomar.

## Barnamordsplakatet
Inspirerad av upplysningsidéerna som spreds över Europa ville Gustav III avskaffa dödsstraffet för barnamord men fick knappt stöd för denna idé. Istället tog han därför initiativ till en lagstiftning som skulle motverka den sociala kontrollen och fördömandet av barnfödslar utanför äktenskapet. Bland annat fick barnmorskorna tystnadsplikt samt föräldrar ålades att skydda den ogifta gravida dottern och inte fördöma henne – en helomvändning från tidigare lagstiftning där de som kände till den utomäktenskapliga graviditeten kunde dömas för delaktighet i brott om de inte anmälde att de kände till en ogift kvinnas graviditet.
Dessutom innebar lagen att det möjliggjordes för kvinnor att föda sitt utomäktenskapliga barn anonymt på annan ort, utan att  behöva ange sitt eller faderns namn i kyrkoböckerna: istället angavs "moder okänd" och "fader okänd".
Så här stod det i Gustav III:s plakat: 
"At Qwinna, som vill å okänd ort framföda fostret, må i sådant uppsåt lemnas ostörd, utan någons åtal eller efterfrågan om hennes person eller tillstånd: Och anser Kongl. Maj: t then olägenhet mindre, om på sådant sätt någon olofligt Häfdande skulle döljas än at, genom sträng efterfrågan i thylikt tillfälle, betaga et blödigt sinne all utwäg at dölja sin förbrytelse".
Barnamordsplakatet ledde till en  minskning av antalet barnamord i Sverige och allt fler oönskade barn placerades istället på barnhus eller i fosterhem. Men lagen fick också en för kungen oönskad effekt: antalet barn som föddes utanför äktenskapet ökade kraftigt. I Stockholm var mellan 30 och 40 procent av alla barn som föddes under andra hälften av 1800-talet födda utanför äktenskapet.
En annan effekt var att fäderna, genom sin anonymitet, inte behövde försörja barnet.
Plakatet ersattes år 1917 med Lag om barn utom äktenskap. Enligt den senare kunde barn inte födas anonymt. Däremot stärktes kraven på fäderna genom att barnavårdsmän tillsattes vars uppgift bland annat bestod i att kräva fäderna på underhåll för sina barn.

## Barnmorskereglementet år 1856
Lagen ändrades lite under 1800-talet. Enligt barnmorskereglementet år 1856 borde barnmorskan vid hemlig förlossning råda kvinnan att skriva ner sitt namn och hemort på ett förseglat papper. Det var sen upp till kvinnan att få prästen i den församling där födelsen skulle anmälas att sätta sitt sigill på papperet, och ordna säker förvaringsplats för det. Många av dessa papper förvarades i kyrkorna. Meningen med pappret och sigillet var att modern skulle kunna ångra det hon gjorde och återta sitt barn. De namnsedlar som förvarades på pastorsexpeditionerna kunde senare också öppnas på begäran av barnet. [källa behövs]
Lagen från 1856 lyder så här: 
"Hemtas Barnmorska till hemlig förlossning, eller mottager hon hos sig barnaföderska, som önskar vara okänd ware Barnmorska förbjudet att söka barnafaderns namn, eller qwinnan någon uppgift, som härmed kan ega sammanhang, aflocka eller aftwinga. Änskönt förlossningen warit hemlig, må dock Barnmorska hwarken sjelf undandölja barnet, eller till sådan åtgärd biträde lemna.--- Wid hemlig förlossning bör Barnmorskan för öfrigt råda qwinnan att uppteckna sitt namn och hemwist å ett papper, hwilket, af henne försegladt, förelägges den prest, för hwilken hon ofördröjligen skall förlossningen anmäla --- Sedan detta papper blifwigt med wederbörlig anteckning och prestens sigill försedt, bör qwinnan uppmanas att, för sin såwäl som barnets framtida säkerhet, samma papper noga förwara."